# Lunda (llengua)
El lunda una és llengua nigerocongolesa de la família bantu. Fou la llengua d'un regne format al segle xvi, l'imperi lunda. Actualment té uns 9.400.000 parlants. La seva extensió geogràfica abasta el curs alt del riu Zambezi, tant a la República Democràtica del Congo, amb un 9.080.000 parlants, com a Zàmbia (190.000), on és una de les vuit llengües oficials, i també a una petita zona d'Angola (130.000), a la província de Moxico.
Les seves principals característiques lingüístiques són:
- Fragmentació en almenys dues grans varietats que mostren dificultats d'intercomprensió.
- Influència del luba i el chokwe dins les varietats del nord i del portuguès a les del sud, no només a Angola, també a Zàmbia.

S'escriu en alfabet llatí mercès a l'impuls cultural dels missioners.